# Selma Grieme
Selma Grieme (* 4. April 1910 in Bremen; † 27. September 1999 in Bremen) war eine deutsche Leichtathletin.

## Biografie
Grieme wurde mit sieben Jahren Mitglied beim Allgemeinen Bremer Turnerverein von 1860 (ABTV) (Später Sportfreunde Bremen, ab 1945 Bremen 1860 genannt) an. 1926, mit 16 Jahren holte sie bei den ersten Bremer Waldlaufmeisterschaften noch ohne Lauftraining den Meistertitel. 1927 gewann sie bei den Norddeutschen Meisterschaften mehrere Titel und wurde Zweite im Hochsprung.
Grieme wurde erstmals Deutsche Meisterin 1928 im Fünfkampf. Sie war danach erfolgreich im Hochsprung, Weitsprung, Fünfkampf und 4-mal-100-Meter-Staffellauf. Bei den Olympischen Spielen 1932 in Los Angeles konnte sie verletzungsbedingt nicht teilnehmen. Bei den Frauen-Weltspielen 1934 belegte sie zweimal Platz eins. 1928 und 1930 stellte sie Weltbestleistungen im Fünfkampf auf.
1934 heiratete sie den Schauspieler Alfred Heldenmaier; beide zogen berufsbedingt nach Dresden. 1936 erwartete sie ihr einziges Kind und konnte deshalb auch nicht an den Olympischen Spielen 1936 in Berlin teilnehmen. 1945 kehrte sie nach Bremen zurück. Bei den Deutschen Meisterschaften 1949 in Bremen im Weserstadion startete sie für die 4-mal-100-Meter-Staffel von Bremen 1860.
Bei einer Größe von 1,71 m hatte sie ein Wettkampfgewicht von 67 kg.
Große Teile ihres Nachlasses befinden sich im Archiv des Niedersächsischen Institut für Sportgeschichte.

## Einsätze bei Frauen-Weltspielen
Frauen-Weltspiele 1930 in Prag:
- Platz 3 im Weitsprung (5,71 m)
- Platz 4 im Dreikampf (100 m: 13,4 s; Hochsprung: 1,46 m; Speerwurf: 27,20 m)

Frauen-Weltspiele 1934 in London:
- Platz 1 im Hochsprung (1,57 m)
- Platz 1 im 4-mal-100-Meter-Staffellauf (48,6 s: Margarete Kuhlmann, Käthe Krauß, Marie Dollinger, Selma Grieme)

## Weltbestleistungen im Fünfkampf
(1. Tag: Kugelstoßen, Weitsprung, 2. Tag: 100-Meter-Lauf, Hochsprung, Speerwurf)
- 231 Punkte (3481 Punkte nach der Tabelle von 1954): 9,50 m – 4,95 m – 13,2 s – 1,39 m – 28,85 m; 15. Juli 1928 in Berlin
- 301 Punkte (3886 Punkte nach der Tabelle von 1954): 10,36 m – 5,625 m – 12,8 s – 1,48 m – 28,75 m; 13. Juli 1930 in Hamburg

## Platzierungen bei Deutschen Meisterschaften
- 1928: 1. Platz im Fünfkampf
- 1929: 2. Platz im Fünfkampf und im Weitsprung (5,47 m)
- 1930: 1. Platz im Weitsprung (5,74 m), 2. Platz im Fünfkampf
- 1931: 1. Platz im Hochsprung (1,50 m), 3. Platz im Fünfkampf
- 1932: 1. Platz im Weitsprung
- 1933: 1. Platz im Weitsprung (5,79 m), 2. Platz im Hochsprung (1,52 m)
- 1934: 1. Platz im Hochsprung (1,58 m), 2. Platz mit der 4 × 100-m-Staffel (50,1 s), 3. Platz im Weitsprung (5,46 m)